# Гуцалов Олександр Валерійович
Олександр Валерійович Гуцалов (нар. 9 червня 1985, м. Ланівці, нині Україна — 14 грудня 2020, м. Тернопіль, Україна) — дизайнер, журналіст, фотограф, волонтер. Член Національної спілки журналістів України (2012).

## Життєпис
Олександр Гуцалов народився 9 червня 1985 року у місті Ланівцях Лановецького району Тернопільської области, нині України.
Закінчив Тернопільську академію народного господарства (2011, нині Західноукраїнський національний університет, спеціальність — економічна-кібернетика, магістр). Працював дизайнером у газетах «Голос Лановеччини», «Народне Слово», «Галицько-Волинські відомості», «Цвіт вишиванки», «Дія добровольців», «Наш день», для працівників агросектору Казахстану «Агродом» та «Аграрій Казахстана», «Чим Хата Багата».
Співпрацював з тернопільським осередком Національної спілки журналістів України.

## Доробок
Книги
- «Не стихає Чорнобильський біль»,
- «Тарас Шевченко у пам'яті поколінь» (2014, упорядник та дизайнер)[4][5],
- «Один день довжиною в 30 років»,
- «Рідний край історія та сучасність»,
- «Державні нагороди України»,
- "Інформаційний простір Тернопілля,
- «Кременецьке медичне училище імені Арсена Річинського»,
- «Кременецький лісотехнічний коледж»,
- «Агрон 10 років»,
- «Рідний край. Історія та сучасність».

## Нагороди та відзнаки
- Всеукраїнська премія імені Івана Франка у галузі інформаційної діяльності (2015)[6][7][8][9][10][11],
- Тернопільська обласна премія імені Ярослава Стецька (2015)[12][13].